# Sky (album, 1994)
Pour les articles homonymes, voir Sky.
Albums de Faye Wong
Random Thinking
(1994) Se plaire à soi-même
(1994)
Sky, sorti en novembre 1994, est le neuvième album de Faye Wong. Cet album est sorti chez le label Cinepoly.

## Titres
1. Sky (天空)
2. Chesspiece (棋子)
3. Angel (天使)
4. Shadow (影子)
5. Sky (Unplugged) (天空)
6. Devotion (眷戀)
7. Amaranthine (不變)
8. Reservedness (矜持)
9. Elude (掙脫)
10. Pledge (誓言)